# Хубсугул (сомон)
Айраг — сомон у Східно-Гобійському аймаку Монголії. Територія 8,4 тис. км², населення 1,8 тис. чол.. Центр — селище Хубсугул, розташоване на відстані 160 км від Сайншанду та 625 км від Улан-Батора.

## Рельєф
Гори Оргил шар (1211 м), Гурван Хубсугул, Іх Хубсугул (1092 м), Дадийн хар овоч (1839), Хутагуул (1436 м), долини Бор нуруу, Чулуут, Мелзен, Бумбат, Олон овоч та ін., піщані бархани Гуллун, Манха. Мало річок, є солені озера.

## Клімат
Різкоконтинентальний клімат. Середня температура січня −14-16 градусів, липня +24-26 градуси, у середньому у горах випадає 50-120 мм опадів.

## Тваринний світ
Водяться аргалі, вовки, лисиці, дикі кози, манули, зайці, куланикозулі корсаки.

## Соціальна сфера
Працює середня школа, лікарня, сфера обслуговування, майстерні.

## Корисні копалини
Залізна руда, свинець, асфальт, хімічна і будівельна сировина.